# (175113) 2004 PF115
(175113) 2004 PF115, também escrito como 2004 PF115, é um objeto transnetuniano que está localizado no Cinturão de Kuiper, uma região do Sistema Solar. Este objeto é classificado como um cubewano. Ele possui uma magnitude absoluta de 4,4 e tem um diâmetro estimado com 406,3+97,6
−75,3 km ou 468 km. O astrônomo Mike Brown lista este corpo celeste em sua página na internet como um candidato a possível planeta anão.

## Descoberta
2011 UQ410 foi descoberto no dia 7 de agosto de 2004 pelos astrônomos M.E. Brown, C. W. Trujillo, D. L. Rabinowitz.

## Órbita
A órbita de 2011 UQ410 tem uma excentricidade de 0,071 e possui um semieixo maior de 38,831 UA. O seu periélio leva o mesmo a uma distância de 36,073 UA em relação ao Sol e seu afélio a 41,589 UA.

## Propriedades físicas
O tamanho de (175113) 2004 PF115 foi medido pelo Observatório Espacial Herschel que fez esse cálculo em torno de 406,3+97,6
−75,3 km.